# Droit à Mayotte
Le droit à Mayotte est le droit applicable au département de Mayotte. Il s'agit notamment d'une partie du droit d'outre-mer français propre à ce département, tel qu'adapté aux spécificités de l'île. Il a parfois été critiqué pour le caractère dérogatoire de son traitement des étrangers et pour des incohérences dans l'évolution de son appréhension du droit local.

## Histoire

### Avant 1976
Le droit colonial français a été pratiqué par des colons exerçant les fonctions de juge. Un tribunal répressif indigène existait pour appliquer un droit pénal spécial à ceux soumis au régime de l'indigénat. Un statut personnel de droit islamique a été créé afin de circonscrire les fonctions des cadis et les soumettre au contrôle des juridictions françaises. Le premier tribunal colonial est construit en 1875.

### Depuis 1976
En 1976, un référendum organisé aboutit au rattachement de Mayotte à la France plutôt qu'à son indépendance dans le cadre de l'archipel des Comores.
Mayotte a connu plusieurs statuts entre 1976 et 2011, passant d'une collectivité spécifique à un département d'outre-mer. En 2009, une consultation a eu lieu à Mayotte pour un éventuel changement de régime, conformément à l'article 73 de la Constitution française.

## Caractère dérogatoire du droit des étrangers
En 2018, le gouvernement Édouard Philippe restreint le droit du sol à Mayotte: désormais l’enfant né à Mayotte doit avoir, au jour de sa naissance, l’un de ses parents présents de manière régulière depuis plus de trois mois. Immédiatement après et dans les années qui suivent, l'extrême-droite réclame la suppression complète de ce droit, parvenant selon Pierre Mouysset à imposer une logique xénophobe et ainsi à influencer la politique réglementaire de Gérald Darmanin . Le droit français des étrangers tel qu'appliqué à Mayotte a été caractérisé comme une « fiction » et un « non-droit » par Marjane Ghaem et Marie Duflo,. Serge Slama parle de « pratiques d'injusticiabilité » de la part de l'État français, c'est-à-dire que l'accès à la justice serait selon lui rendu difficile voire impossible pour les étrangers et les personnes supposées telles à Mayotte. Des habitants de Mayotte tentent de faire valoir leurs droits devant les tribunaux français, par exemple concernant les destructions de leurs habitations par la puissance publique française, une pratique appelée « décasage ». La France a été condamnée en 2020 par la Cour européenne des droits de l'homme pour non-respect des droits des enfants à travers la rétention administrative des mineurs considérés comme étrangers à Mayotte.
Selon Catherine Benoît, cet état d'exception caractérisé existe aussi dans la Caraïbe française, et s'inscrit dans la politique de l'Union européenne, qualifiée par Serge Slama de « chasse aux migrants ». Elle fait valoir que ces durcissements sécuritaires du droit servent à préparer le terrain pour être ensuite appliqués dans l'hexagone.

## Appréhension du droit local
Alors que depuis les débuts de la colonisation, la justice française avait tenté d'assimiler les pratiques juridiques mahoraises, au XXIe siècle, le processus de départementalisation a été concédé à la condition de mettre fin à la justice cadiale. En effet, l'idéologie de l'universalisme républicain est caractérisée par une forme d'orientalisme juridique. C'est-à-dire que pour les administrateurs français, les anciennes colonies ne méritent d'être considérées françaises qu'en prouvant leur attachement aux idéaux de la république. Donc – dans la logique universaliste – Mayotte doit détruire ses pratiques traditionnelles, car le pluralisme juridique est perçu comme officiellement incompatible avec le droit français. Cette situation, dans laquelle le statut civil personnel mahorais n'existe plus dans les textes de loi, mais est encore en partie apprécié par les juges, crée un situation contradictoire qui a conduit des juristes à qualifier le droit français en la matière d'« imposture », de « fantôme » ou de « dislocation ». Le magistrat Régis Lafargue parle d'un « exemple assez caricatural de tentative de forçage, ou de colonisation juridique. » Ces réformes, non concertées avec la majorité des habitants de Mayotte, ont conduit à des inquiétudes de leur part sur le statut de leur nationalité française. En matière de mariage, elles ont mené en date de 2020 à une perte de visibilité du droit local, mais pas à son amoindrissement,. Selon quatre chercheurs dans un rapport de 2022, ce constat de la persistance du droit local s'applique à tous les domaines dans lesquelles le droit des cadis était appliqué avant la départementalisation.

## Droit du travail
Une étude de 2005 de l'International Society for New Institutional Economics évoque le jeu complexe entre les recours officiels au code du travail français et la vivacité des pratiques juridiques mahoraises dans le contexte du travail agricole des personnes n'ayant pas la citoyenneté française à Mayotte.

## Droit international

### Droit européen
Les citoyens européens mahorais ne bénéficient pas de tous les droits que possèdent leurs pairs résidant sur le continent.

## Justice pénale
Dans un article paru en 2024, Elie Letourneur, Erwann Gouadon et Malika Mansouri analysent les diagnostics de psychopathie prononcés durant des procédures pénales à Mayotte. Ils constatent que sur 235 prévenus, 98 ont fait l'objet d'un rapport d'un expert judiciaire psychiatre. La grande majorité a moins de 25 ans, vient de milieux défavorisés et a été arrêtée pour des actes commis en groupe. Les auteurs soulignent que nombre de ces jeunes, bien qu'étant nés sur l'île, n'ont pas de papiers à cause des dérogations au droit du sol à Mayotte, et se trouvent par là marginalisés. Dans 86% des rapports psychiatriques, la santé mentale des prévenus est estimée principalement sur la base de leur comportement durant la période de détention provisoire et des impressions subjectives de l'expert lors de l'entretien d'évaluation. Les psychiatres estiment dans 31% des cas que les prévenus présentent des tendances psychopathiques. Ce résultat pose question, puisque la psychopathie suggère une défaillance des fonctions sociales, alors même que la plupart des personnes ainsi diagnostiquées étaient mises en examen pour des infractions commises en groupe. Par ailleurs, des mineurs sont étiquetés psychopathes à Mayotte, en contradiction avec les classifications internationales et les autorités de santé. Selon les chercheurs ayant rédigé l'article, ce taux élevé de diagnostic psychiatrique peut être expliqué par une mécompréhension de la part des psychiatres de l'origine sociale de la détresse des jeunes en cause. Cette mécompréhension pourrait provenir de la distance entre psychiatres et prévenus, sur le plan socio-culturel. Les auteurs suggèrent également que l'usage du diagnostic de psychopathie pourrait être une réponse défensive face à la violence bouleversante dont les experts sont les témoins indirects.